# Приск Атал
Приск Атал је био један од утицајних сенатора у Римском царству, тј. у Западном римском царству почетком 5. века. Био је градски префект 409. године. Визиготи су га два пута проглашавали за цара у Равени, како би натерали Хонорија, правог цара, да склопи са њима повољан договор. Оба пута Атал Приск је само кратко владао, неколико месеци током 409. године и пар месеци током 414. године. Прва владавина Атала Приска се завршила када је Аларик I помислио да његов положај заправо штети преговорима са Хоноријем, а друга се неславно завршила када су га заробили Хоноријеви људи. Атал је онда проведен у Хоноријевој тријумфалној поворци 416. године, пре него што је умро у егзилу на Липарским острвима.